# Don Hakes
Donald E. „Don“ Hakes (* 10. Mai 1933 in Chicago, Illinois; † 1. April 2021 in Glendale, Arizona) war ein US-amerikanischer Schiedsrichter im American Football, der von der Saison 1977 bis 1998 in der NFL tätig war. Als Schiedsrichter trug er die Uniform mit der Nummer 96, außer in den Spielzeiten 1979 bis 1981, in denen positionsbezogene Nummern vergeben wurden.

## Karriere

### College Football
Vor dem Einstieg in die NFL arbeitete er als Schiedsrichter im College Football in der Big Ten Conference. Sein letztes College Spiel war der Rose Bowl 1977.

### National Football League
Hakes war seine gesamte NFL-Laufbahn als Field Judge tätig – die Position wurde Ende der 90er Jahre zum Back Judge umgewandelt.
Während seiner Karriere arbeitete er für die Hauptschiedsrichter Jim Tunney, Bob Fredric, Red Cashion, Gerry Austin und Jerry Markbreit.
Er war bei insgesamt drei Super Bowls als Field Judge bzw. aufgrund der Umbenennung als Back Judge im Einsatz: Beim Super Bowl XVI im Jahr 1982 war er in der Crew unter der Leitung von Hauptschiedsrichter Pat Haggerty. Beim Super Bowl XXX im Jahr 1996 unter der Leitung von Hauptschiedsrichter Red Cashion und im Super Bowl XXXIII im Jahr 1999 unter der Leitung von Hauptschiedsrichter Bernie Kukar. Zudem war er Teil des Schiedsrichtergespanns im Pro Bowl 1987.
Nach dem Super Bowl XXXIII beendete er seine Karriere.